# Isla de San Martín (Bangladés)
Isla de San Martín (en bengalí: সেন্ট মার্টিন্‌স দ্বীপ) es una pequeña isla en el nordeste de la bahía de Bengala, a unos 9 km al sur de Bazar-Teknaf, punta de la península de Cox y de la parte sur de Bangladés. Se trata de un territorio a 8 km al oeste de la costa noroeste de Birmania, en la desembocadura del río Naf. La isla se encuentra en las coordenadas 20°37′38″N 92°19′21″E / 20.62722, 92.32250 La gente del lugar la llama Narikel Jinjira. Es casi plana y está 3,6 m por encima del nivel del mar. El canal de 9,66 km de ancho entre el continente y la isla es mucho menos profundo que el mar al suroeste de la isla. Hay arrecifes de 10 a 15 km al oeste-noroeste.